# 10435 Tjeerd
10435 Tjeerd este un asteroid din centura principală de asteroizi.

## Descriere
10435 Tjeerd este un asteroid din centura principală de asteroizi. A fost descoperit pe 24 septembrie 1960 la Observatorul Palomar de Cornelis Johannes van Houten, Ingrid van Houten-Groeneveld și Tom Gehrels. Asteroidul prezintă o orbită caracterizată de o semiaxă mare de 2,79 ua, o excentricitate de 0,19 și o înclinație de 10,7° în raport cu ecliptica.